# Callilepis
Genre
Callilepis est un genre d'araignées aranéomorphes de la famille des Gnaphosidae.

## Distribution
Les espèces de ce genre se rencontrent en zone holarctique et en Inde.

## Liste des espèces
Selon World Spider Catalog (version 24.5, 27/11/2023) :
- Callilepis bifurcata Wunderlich, 2023
- Callilepis chakanensis Tikader, 1982
- Callilepis chisos Platnick, 1975
- Callilepis concolor Simon, 1914
- Callilepis cretica (Roewer, 1928)
- Callilepis cristinae Hoyas & Ferrández, 2022
- Callilepis eremella Chamberlin, 1928
- Callilepis gertschi Platnick, 1975
- Callilepis gosoga Chamberlin & Gertsch, 1940
- Callilepis imbecilla (Keyserling, 1887)
- Callilepis ketani Gajbe, 1984
- Callilepis lambai Tikader & Gajbe, 1977
- Callilepis mumai Platnick, 1975
- Callilepis nocturna (Linnaeus, 1758)
- Callilepis pawani Gajbe, 1984
- Callilepis pluto Banks, 1896
- Callilepis rajani Gajbe, 1984
- Callilepis rajasthanica Tikader & Gajbe, 1977
- Callilepis rukminiae Tikader & Gajbe, 1977
- Callilepis schuszteri (Herman, 1879)

## Systématique et taxinomie
Ce genre a été décrit par Westring en 1874.

## Publication originale
- Westring, 1874 : « Bemerkungen über die Arachnologischen Abhandlungen von Dr T. Thorell unter dem Titel: 1°, On European Spiders, pts 1 et 2, Upsala, 1869-70. 2°, Remarks on Synonyms of European Spiders, Upsala, 1872-73. » Göteborgs Kongliga Vetenskaps och Vitterhets Samhälles Handlingar, vol. 14, p. 1-68.